# Дон Жуан (мюзикл)
«Дон Жуан» (фр. Don Juan) — франко-канадский мюзикл 2003 года. Автором является Феликс Грей. В основу мюзикла положено предание об испанском соблазнителе Доне Жуане, чей образ обрисовали в своих произведениях Мольер, Джилиберти, Молина. Сюжет мюзикла не относится к какой-либо определенной эпохе в истории. Создатели поместили историю вне времени. Поэтому костюмы отражают старинную и современную испанскую моду. В феврале 2004 года состоялась премьера в Монреале перед тем, как мюзикл был представлен в Париже. В 2012 году создатели представили обновленную версию в Канаде, однако актерский состав остался неизменным.
В марте 2020 года «Дон Жуан» планировался к показу в Москве в Государственном Кремлёвском дворце, и затем мюзикл отправлялся в турне по всему миру. Однако в связи с ограничением на массовые мероприятия и пандемией коронавируса в мире, мюзикл был перенесен на январь 2021 года.

## Сюжет
Дон Жуан сражается с Командором и убивает его на дуэли. Местные жители воздвигают памятник Командору в память о его заслугах. Дон Жуан продолжает свои любовные похождения. Отец дона Жуана, дон Луис Тенорио, просит его исправиться и вернуться к жене Эльвире, которая очень страдает из-за измен и предательства супруга. Дух Командора является и предвещает дону Жуану большую любовь, которой он не сможет насладиться.
Дон Карлос, друг дона Жуана, просит его раскаяться в своих поступках и начать творить добро, но дон Жуан его не слушает. Его бывшая возлюбленная Исабель тоже просит его не совершать ошибок, но он глух к ее словам.
Он встречает Марию, скульптора из Севильи. Впервые он испытывает сильное чувство к женщине, настоящую любовь. Мария в полной растерянности, ведь она помолвлена. Ее жених Рафаэль сейчас на войне.
Рафаэль возвращается и приходит в ярость, узнав, что Мария полюбила дона Жуана. Он вызывает его на дуэль. Дон Жуан соглашается на рассвете сразиться с Рафаэлем. Молодой солдат мечтает о мести, но в то же время немного растерян. Рафаэль не знает, стоит ли ему простить Марию, или все же отомстить дону Жуану. Его разрывают противоречивые чувства. Он повидал много крови и смерти на войне, поэтому не хочет убивать человека. С другой стороны, любовь дона Жуана и Марии — это унижение для него. Перед дуэлью Рафаэль снова говорит о своих сомнениях. Но дон Жуан не намерен уступать, и доводит дуэль до конца.
Рафаэль ранит дона Жуана, и тот умирает после дуэли. Дон Карлос, Эльвира, Мария, Дон Луис и Исабель оплакивают его.

## Действующие лица
Дон Жуан — обольститель, не знающий поражений в любви. Привлекателен, циничен, насмешлив. Не верит в Бога, считает, что ему никто не может приказывать по жизни. Вино и женщины — единственное, ради чего стоит жить. Обольщает женщин, потом бросает их, не гнушается драться на дуэлях с обманутыми женихами, мужьями, отцами и братьями своих бывших возлюбленных.
Дон Карлос — верный друг дона Жуана. Благородный, мудрый, сдержанный. Всегда старается помочь своему другу и предостеречь его от опасностей. Несмотря на беспутство дона Жуана, принимает друга таким, какой он есть. Считает его своим братом.
Дон Луис Тенорио — отец дона Жуана. Серьезный, благородный, уважаемый сеньор. Старается предостеречь сына от ошибок, помочь ему стать добропорядочным человеком.
Исабель — бывшая возлюбленная дона Жуана, а ныне его верная подруга, которая всегда его поддерживает. Веселая, энергичная женщина, но немного суеверная. Умеет предвидеть будущее и гадать на картах.
Эльвира — жена дона Жуана. Скромная, печальная женщина, очень набожная и верующая. Он обольстил ее, выкрал из монастыря и женился на ней. Теперь Эльвира осталась в доме его отца, и очень страдает из-за обмана мужа. Надеется, что он к ней вернется. Но дон Жуан потерял к ней интерес и увлекся другими женщинами.
Дух Командора (Статуя) — неоднократно является к дону Жуану и пугает его скорой расплатой. Пугающий и неуловимый образ.
Мария — скульптор, создавшая в том числе и статую Командора. Красивая, жизнерадостная и творческая женщина, искренне любящая свое ремесло. Романтичная, мечтательная и любящая. Очень страдает из-за своей любви к дону Жуану и того, что разлюбила Рафаэля. И всячески пытается предотвратить ссору двух мужчин из-за нее.
Рафаэль — благородный романтичный молодой человек, жених Марии, солдат, участвовавший в войне. Искренне любит Марию и мечтает о возвращении с поля боя. Ревнив, страстен, вспыльчив, эмоционален. В то же время презирает убийства и не хочет снова видеть кровь и страдания.
Красавица Андалузка — местная жительница, которую дон Жуан встретил в Севилье. Пользуется успехом у мужчин. В мюзикле не говорит ни слова, а только танцует, обольщая дон Жуана. Очень страдает, когда дон Жуан уходит от нее, но Исабель ее утешает.
Цыган — гитарист, исполняющий испанские мелодии о любви. Развлекает местных жителей в баре. Очень опечален предстоящей дуэлью. Он чувствует, что она закончится кровопролитием и трагедией.

## Актерский состав
Оригинальная версия, 2003 год:
- Жан-Франсуа Бро / Стефан Невиль : Дон Жуан
- Мари-Ив Жанвье / Анн-Селин Лопес : Мария
- Филипп Бергелла / Стефан Невиль : Рафаэль
- Кассиопея / Женевьева Шаре / Амадин : Исабель
- Синди Даниэль / Анн-Селин Лопес : Эльвира
- Клон Лансло / Рене Лажуа : Дон Луис
- Марио Пельша / Рене Лажуа : Дон Карлос
- Чико Кастильо : Цыган

Версия 2012 года
- Жан-Франсуа Бро : Дон Жуан
- Мари-Ив Жанвье : Мария
- Джонатан Рой: Рафаэль
- Этьен Драпо : Дон Карлос
- Амели Б. Симар : Исабель
- Наташа Сен-Пьер : Эльвира
- Норман Левеск : Дон Луис

Версия 2013
- Жан-Франсуа Бро : Дон Жуан
- Мари-Ив Жанвье : Мария
- Джонатан Рой: Рафаэль
- Этьен Драпо : Дон Карлос
- Рита Таббакх: Исабель
- Синди Даниэль : Эльвира
- Роберт Мариен : Дон Луис

Версия 2019 года (симфоническая):
- Жан-Франсуа Бро : Дон Жуан
- Мари-Ив Жанвье : Мария
- Филипп Бергелла: Рафаэль
- Кассиопея: Исабель
- Синди Даниэль: Эльвира
- Роберт Мариен: Дон Луис
- Марио Пельша: Дон Карлос[3]

## Музыкальные номера мюзикла

### Акт 1
1. Don Juan se bat avec le Commandeur (Prologue et ouverture)/ Дон Жуан сражается с Командором (Пролог и увертюра)
2. Un grand homme est mort / Погиб великий человек
3. Soit maudit Don Juan / Будь проклят Дон Жуан
4. L’Homme qui a tout / Человек, у которого все есть
5. Cœur de pierre / Сердце из камня
6. Mon nom / Мое имя
7. Dis-lui / Скажи ему
8. Dites-lui / Скажите ему
9. Une mèche de cheveux / Прядь волос (не исполняется в мюзикле)
10. Un message de ton père / Послание от твоего отца
11. L’Apparition du Commandeur / Появление Командора
12. Mon fils / Мой сын
13. Les Fleurs du mal / Цветы зла
14. Du plaisir / Удовольствие
15. Vivir / Жить(на испанском языке)
16. Belle Andalouse / Красавица Андалузка
17. N’as-tu pas honte ? / Тебе не стыдно?
18. Les Femmes / Женщины (часть песни исполняется на испанском языке)
19. Reste encore / Останься
20. L’amour quand il vient / Любовь, когда она придет
21. Ne la reconnais-tu pas ? / La Statue du Commandeur /Ты не узнаешь? / Статуя Командора
22. Tu es encore là ! / La Statue du Commandeur / Ты все еще здесь!/Статуя Командора
23. Statue de pierre / Статуя из камня
24. Aimer / Любить
25. Le Sang des soldats / Кровь солдат

### Акт 2
1. Séville au matin (Ouverture) / Севилья утром (увертюра)
2. Les Amoureux de Séville/ Возлюбленные Севильи
3. Changer/ Меняться
4. Qui ?/ Кто?
5. Je pense à lui/ Я думаю о нем.
6. Deux à aimer/ Две женщины влюблены
7. L’amour est plus fort/ Любовь сильнее всего (была заменена на Две женщины влюблены, версия 2012 ; отсутствует в версии 2013)
8. Venge-nous/ Отомсти за нас
9. Seulement l’amour/ Только любовь
10. Maria/ Мария
11. Je le tuerai pour ça/ Я убью его за это
12. Jalousie/ Ревность
13. Demain à l’aube/ Завтра на рассвете
14. Pourquoi le bruit ?/ К чему молва?
15. Pitié pour personne/ Нет жалости ни к кому.
16. Les Anges/ Ангелы
17. L’Enfant du diable/ Дитя дьявола
18. Seul/ Один
19. Tristesa Andalucia/ Печаль Андалусии (на испанском языке)
20. Duel à l’aube/ Дуэль на рассвете
21. Je meurs d’amour/ Я умираю от любви
22. Don Juan est mort/ Дон Жуан мертв[8].